# Jules Brateau

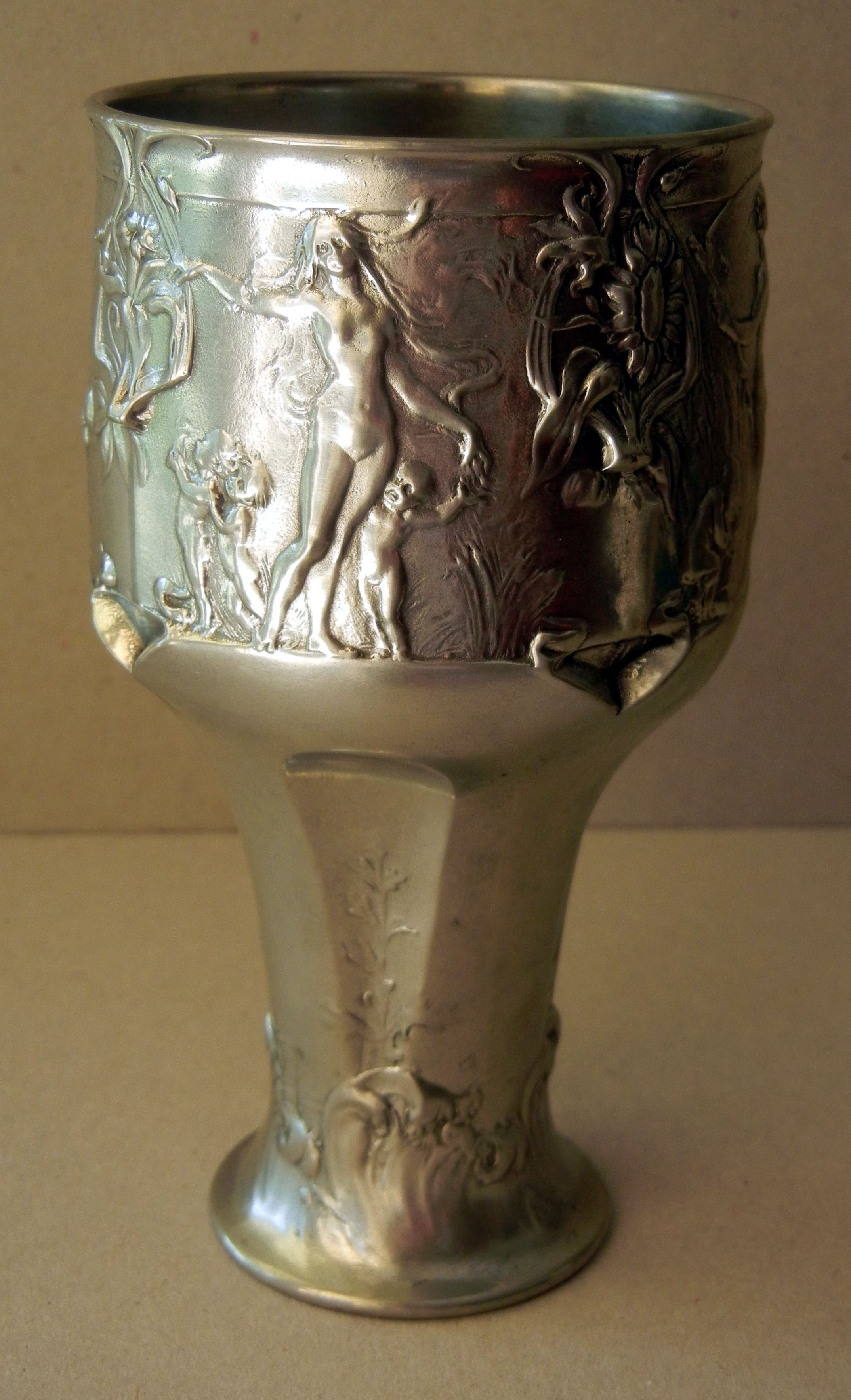
Copa de estaño grabada por Jules Brateau.

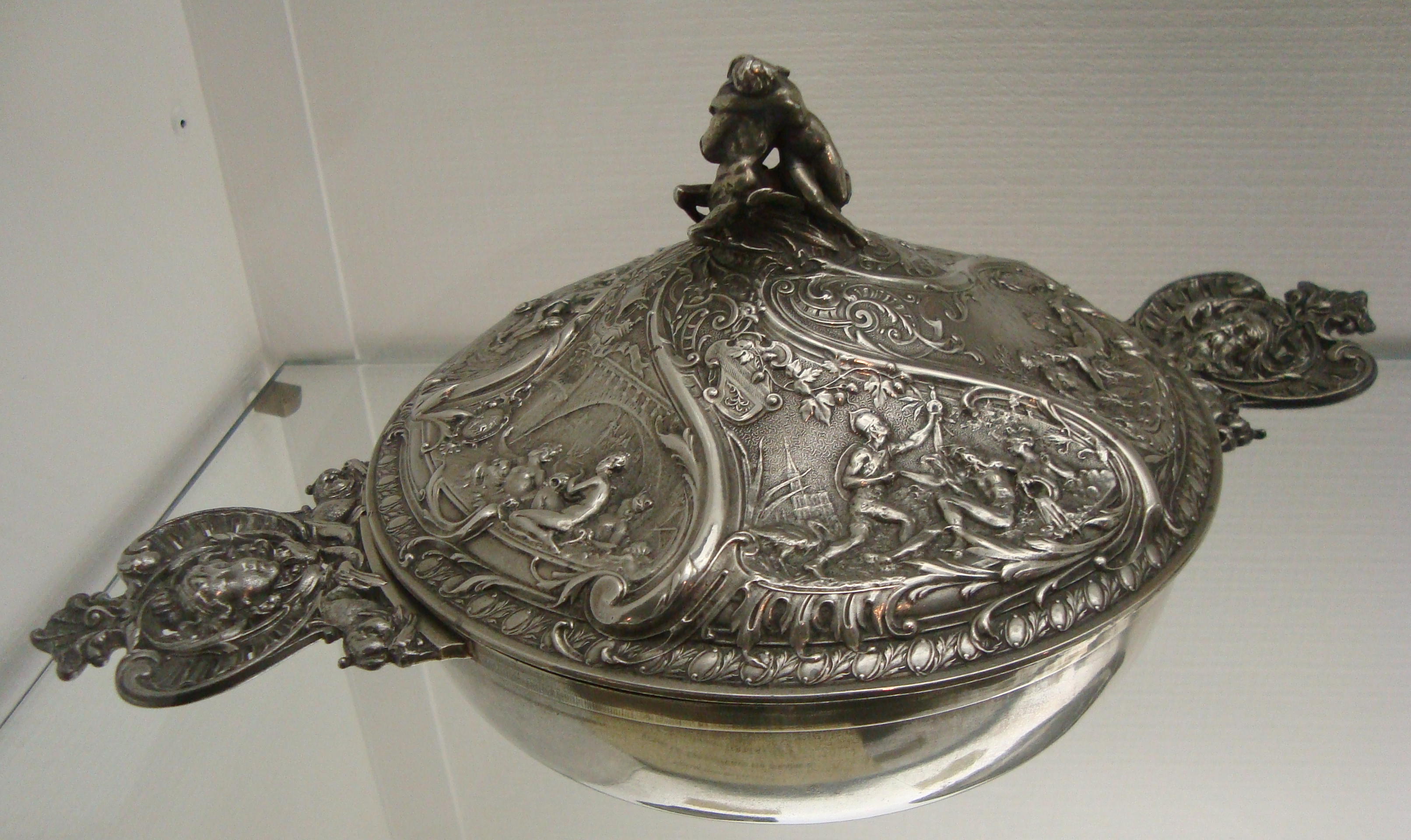
Pieza para el industrial Charles Christofle realizada por Jules Brateau.

Jules Brateau, nacido el año 1844 en Bourgesy fallecido el 1923 en Fécamp fue un artista multidisciplinar: escultor, orfebre, joyero y calderero en estaño. 